# Alejandro Fernández Sordo
Alejandro Fernández Sordo (Oviedo, 4 de septiembre de 1921- Madrid, 6 de mayo de 2009) fue un político español, conocido por su papel en la dictadura franquista. A lo largo de su carrera ejerció los cargos de Delegado provincial de Información y Turismo, Delegado Nacional de Prensa, Propaganda y Radio del Movimiento y Ministro de Relaciones Sindicales.

## Biografía
Nacido en Oviedo el 4 de septiembre de 1921, fue el fundador del Sindicato Español Universitario (SEU) de Falange en Asturias; hacia el final de la Guerra civil era teniente de complemento en la Milicia Universitaria. Al acabar la contienda realizó estudios de Derecho por la Universidad de Oviedo, licenciándose con premio extraordinario. En esta universidad sería profesor de derecho administrativo y derecho sindical.
Posteriormente, ingresó por oposición en el cuerpo de delegados provinciales del Ministerio de Información y Turismo, siendo destinado a Asturias como delegado provincial. En 1965 fue nombrado Delegado nacional de Prensa, Propaganda y Radio del Movimiento, cargo que mantuvo hasta que en noviembre de 1969 fue nombrado director general de Prensa. También asumió la presidencia del Sindicato nacional de prensa, radio, televisión y publicidad. También llegó a ser concejal del Ayuntamiento de Oviedo, así como procurador en las Cortes franquistas y miembro del Consejo Nacional del Movimiento.
Dada su condición de funcionario de los Sindicatos Verticales, en enero de 1974 fue nombrado Ministro de Relaciones Sindicales. Estuvo al frente del ministerio entre enero de 1974 y diciembre de 1975. Fernández Sordo lideró al sector más derechista del gobierno que bloqueó la propuesta que pretendía introducir una forma limitada de derecho a la huelga. Esta oposición provocó la dimisión automática del ministro de Trabajo, Licinio de la Fuente.
Cesó como ministro tras la muerte de Franco, tras lo cual se retiró de la vida pública.

## Familia
Contrajo matrimonio con María de la Concepción Cabal Vega, con la que tuvo cinco hijos.

## Reconocimientos
- Gran cruz de la Orden de Cisneros al mérito político
- Comendador de la Orden del Mérito Civil
- Comendador de la Orden de Isabel la Católica